# Partido Popular Socialcristiano Alemán
El Partido Popular Socialcristiano Alemán (en alemán: Deutsche Christlich-Soziale Volkspartei, DCVP, en checo: Německá křesťansko sociální strana lidová) fue un partido político de etnia alemana en Checoslovaquia, formado como continuación del Partido Socialcristiano austriaco. Fue fundado en noviembre de 1919 en Praga. El partido tenía buenas relaciones con su partido hermano checoslovaco.
En el verano de 1919 se redactó un programa para el partido. El 28 de septiembre de 1919, el programa fue aprobado por una conferencia del partido bohemio en Praga. El 2 de noviembre de 1919, el programa fue adoptado en una conferencia nacional del partido con delegados de Bohemia, Moravia y Silesia.
El partido tenía un frente agrario, el Reichbauernbund (nombre conservado del período austríaco), y una central sindical, la Deutsch-Christlichen Gewerbe- und Handwekerbund.
En las elecciones de 1920, el partido obtuvo diez escaños (el 3,6% de los votos a nivel nacional).
En las elecciones de 1925, el DCVP ganó 13 escaños parlamentarios (el 4,3% de los votos). Después de las elecciones, el partido se unió al gobierno nacional checoslovaco y el político del DCVP, Robert Mayr-Harting, se convirtió en ministro de Justicia. En 1926, Gottlieb Pruscha sucedió a Kirsch como secretario general del partido.
En 1928, el partido tenía alrededor de 38.000 miembros. Alrededor de 22.000 de ellos vivían en Bohemia, 9.000 en Silesia y Moravia del Norte y 7.000 en Moravia Central y Meridional.
En las elecciones de 1929, el DCVP obtuvo 14 escaños, habiendo obtenido el 4,7% del voto nacional. Después de las elecciones, el DCVP fue excluido del gobierno nacional.
En las elecciones de 1935, el DCVP consiguió el 2% del voto nacional. El partido obtuvo seis escaños parlamentarios. Después de la elección, el partido apoyó la candidatura de Edvard Beneš a la presidencia de la república. En 1936, el DCVP fue incluido nuevamente en el gobierno checoslovaco. El miembro del parlamento del DCVP, Erwin Zajicek, se convirtió en ministro sin cartera.
Después del Anschluss de Austria, las tendencias de derecha dentro del DCVP se envalentonaron y se hicieron cargo del partido. Los miembros del parlamento del DCVP se unieron al Partido Alemán de los Sudetes (SdP). El DCVP no se disolvió formalmente, pero declaró que las actividades del partido estaban suspendidas. Los sindicatos cristianos alemanes que habían estado vinculados al DCVP también se alinearon con el SdP.